# Шибик Микола Олександрович
Мико́ла Олекса́ндрович Ши́бик (1 грудня 1930, Київська область — березень 2022) — український журналіст, публіцист, редактор, громадський діяч. Заслужений працівник культури України. Член Національної спілки журналістів України (1957—2022). Член Ревізійної комісії КПУ в 1986—1990 роках.

## Життєпис
Народився на Київщині в родині лісника. Батька розстріляли нацисти 1943 року в урочищі Бабин Яр, мати залишилася з п'ятьма дітьми. Микола був старшим, 1949-го зі срібною медаллю закінчив школу в селищі Боярка-Будаївка (до 1956-го це назва міста Боярка Київської області). Вищу освіту здобув на факультеті журналістики Київського державного університету, який закінчив 1954-го з червоним дипломом.
Працював кореспондентом, завідувачем відділу в газеті «Київська правда», інструктором, консультантом та завідувачем сектору відділу пропаганди та агітації ЦК КПУ, заступником голови Держкомвидаву УРСР. З грудня 1983 по вересень 1991 року — редактор республіканської «Робітничої газети».

## Громадська діяльність
На XXVII з'їзді Компартії України (1986) обраний членом Ревізійної комісії. У 1987-му Шостий з'їзд журналістів України обрав Миколу Шибика головою правління СЖУ, він на громадських засадах очолював Спілку до 1990 року. Як висуванець Спілки журналістів був народним депутатом СРСР (26 березня 1989 — 26 грудня 1991).

## Творчість
Автор книжок памфлетів «Архістратиги метеликів не ловлять» (1986), «І гопак, і сльози, і любов» (2009, під псевдонімом), а також інших сатиричних творів, виданих під літературним псевдонімом Микола Чуй. 
Лавреат журналістських і літературних премій, серед них — Всесоюзної премії імені В. В. Воровського та Республіканської премії імені Ярослава Галана.
Перебуваючи на пенсії, захопився фотомистецтвом — автор низки фотовиставок.
Помер у березні 2022 року.

## Нагороди
- медаль «За трудову доблесть» (4.05.1962)
- Заслужений працівник культури України